# Dicranomyia (Peripheroptera) nearcuata
Dicranomyia (Peripheroptera) nearcuata is een tweevleugelige uit de familie steltmuggen (Limoniidae). De soort komt voor in het Neotropisch gebied.